# From Dusk till Dawn (videojuego)
From Dusk till Dawn es un videojuego de disparos en tercera persona basado en acontecimiento que suceden justo después del final de la película From Dusk till Dawn. Lanzado en 2001 por Windows, y distribuido por Cryo Interactive.

## Trama
Seth Gecko, uno de los sobrevivientes de la película From Dusk till Dawn, ha sido condenado a muerte por el asesinato que su hermano muerto ,Richie, cometió. Él ahora es un preso del Sol Naciente, ficticia prisión de alta seguridad, construida en un petrolero convertido flotando frente a la costa de Nueva Orleans. 
Los vampiros se infiltran en la prisión haciéndose pasar por presos. Asesinan a los guardias de transporte y el alcaide y comienzan un alboroto. En el caos, Seth gana un arma y se escapa de su celda. 
Al final, Seth mata a los vampiros y se escapa de la cárcel junto con los otros supervivientes.